# Cleitamia ostensackeni
Cleitamia ostensackeni är en tvåvingeart som beskrevs av Kertesz 1914. Cleitamia ostensackeni ingår i släktet Cleitamia och familjen bredmunsflugor. Inga underarter finns listade i Catalogue of Life.